# VK3001D
VK 3001 (D)是二战期间德国戴姆勒奔馳公司所研制的一款試作戰車。VK為德语试验型装甲车辆缩写，30为30吨重样车，01则为第01号样车。(D)代表是由戴姆勒奔馳公司所研制(某些書籍和文件也會標示成DB)。

## 研發
1937年提出的DW戰車（Durchbruchswagen，突破用戰車計畫），希望能夠發展出一種作為戰車部隊「楔子」的車種。但是D.W 計畫在1938年就被放棄，取而代之的就是VK20計畫。但隨著後來的戰爭局勢變化，使得整個計畫一變再變，演變出VK30計畫。

VK30系列是一種用來做為三號戰車以及四號戰車，以及原本計畫中的VK20的升級車型，尤其在蘇聯的T-34以及KV-1戰車出現後，更顯得現存的三號/四號不足以對抗。於是德軍對幾家廠商下達了新型戰車的研發要求，包括了猛獅(MAN)，戴姆勒奔馳(DB)，亨舍爾(H)以及保時捷(P)，各家的縮寫則冠於試作車編號的末尾。

不過VK30系列最後並未選出真正的贏家，而是選出其中較為傑出的兩家設計進行進一步的比較(即後來的豹式戰車)，VK 3001 (D)的設計後來則被修改成 VK3002(D) ，進行進一步的研發。順帶一提，保時捷公司所研制的車型雖然並未被選上，但是獲得進一步研發更大型的戰車的機會(VK45系列)。

戴姆勒奔馳的設計最後仍未被採用。一說是VK 3001(D)/VK3002(D)的造型上太像T-34，在戰場上很容易被誤認而遭友軍誤擊(事實上在豹式服役的初期，還是因為形似T-34而多次遭友軍誤擊)。更有一個說法直指德軍的自尊心不允許這種直接抄自T-34的設計被採用，不過後者說法均僅止於傳聞而已。

真正的原因是德國沒有足夠的資源製造像T-34這種類型的鑄造砲塔與柴油引擎，而VK 3001(D)以德國當時的工業力狀況來看，勢必花費比MAN廠設計更多的時間跟資源。而MAN的設計不但符合德國傳統的製程，甚至可使用萊茵金屬已經生產出來的砲塔，才是雀屏中選的理由。

## 相關項目
T-34坦克

VK3001(H)

VK3001(P)

五號戰車豹式

## 腳註
1. ↑  Gudgin, Peter (1991). The Tiger Tanks. Arms and Armour press. ISBN 0-85368-929-6.
2. ↑  Matthew Hughes & Chris Mann. 黑豹坦克大揭密（Weapons of War: The Panther Tank）. 機械工業出版社. 2014. ISBN 978-7-111-47365-7 （中文（簡體））.
3. ↑    Jentz, Thomas; Doyle, Hilary (1993). Tiger I Heavy Tank 1942-45. Osprey Publishing Ltd. pp 16–18. ISBN 1855323370.